# Малый Кайдат
Малый Кайдат — посёлок в Козульском районе Красноярского края России. Входит в состав Жуковского сельсовета. Находится на правом берегу реки Кемчуг, примерно в 22 км к юго-юго-востоку (SSE) от районного центра, посёлка Козулька, на высоте 308 метров над уровнем моря.

## Население
| 2010 |
| ---- |
| 0    |

По данным Всероссийской переписи, в 2010 году постоянное население в посёлке отсутствовало.